# Arisarum aspergillum
Arisarum aspergillum là một loài thực vật có hoa trong họ Ráy (Araceae). Loài này được Dunal mô tả khoa học đầu tiên năm 1847.